# Писанка (приток Вишеры)
Писанка — река в России, протекает в Пермском крае.

## Описание
Протекает по территории Красновишерского района Пермского края. В верхнем течении течёт преимущественно в юго-восточном, а в нижнем течении — в южном направлении. Притоки — Писаная Рассоха, Тимашор, Талица Волимская, Ощур (левые); Чусовая, Надящер, Талица Прилучинская (правые). Устье реки находится в 184 км по правому берегу реки Вишера, примерно в 1 км выше населённого пункта Писаное. Длина реки составляет 34 км.

## Данные водного реестра
По данным государственного водного реестра России относится к Камскому бассейновому округу, водохозяйственный участок реки — Кама от водомерного поста у села Бондюг до города Березники, речной подбассейн реки — бассейны притоков Камы до впадения Белой. Речной бассейн реки — Кама.
По данным геоинформационной системы водохозяйственного районирования территории РФ, подготовленной Федеральным агентством водных ресурсов:
- Код водного объекта в государственном водном реестре — 10010100212111100004709
- Код по гидрологической изученности (ГИ) — 111100470
- Код бассейна — 10.01.01.002
- Номер тома по ГИ — 11
- Выпуск по ГИ — 1